# Johnny B. Goode
Johnny B. Goode — пісня американського музиканта Чака Беррі, одного з родоначальників рок-н-ролу. Пісня була написана в 1955 році і вперше вийшла 31 березня 1958 року на однойменному синглі. Пісня досягла 8-го місця в американському чарті Billboard Hot 100. Посідає 1-ше місце в рейтингу «100 найвеличніших гітарних пісень усіх часів» за версією журналу Rolling Stone; 7-ме місце у списку «500 найкращих пісень усіх часів» за версією того ж журналу.
Це один з найвідоміших записів Беррі, пісню виконували безліч музикантів, вона стала своєрідним класичним рок-стандартом. ЇЇ також вважають однією з найвпізнаваніших пісень в історії музики.

## Композиція
Пісня розповідає про безграмотного, але талановитого сільського хлопчину, який зачаровував усіх своєю грою на гітарі. Беррі визнав, що пісня є частково автобіографічною, і в оригіналі містила слова "colored boy", які він змінив їх на "country boy" (що означає "сільський хлопець"). Назва пісні також натякає на наявність автобіографічних елементів, оскільки Беррі народився у 2520 Goode Avenue у Сент-Луїсі. Пісня була спочатку інспірована піаністом Беррі, Джонні Джонсоном, хоча все ж таки перетворилася на пісню переважно про Беррі.
Беррі написав понад тридцять пісень, пов'язаних з образом Johnny B. Goode, а також назвав альбом і майже 19-ти хвилинний інструментальний трек на ньому, як «Concerto in B. Goode».

## Учасники запису
- Чак Беррі — вокал, гітара
- Лафаєтт Лік — фортепіано
- Віллі Діксон — бас-гітара
- Фред Белоу — ударні

## Вплив у культурі
Запис пісні у виконанні Чака Беррі було включено до Золотого диску «Вояджера» — платівки, виконаної з золота, яку НАСА відправило із космічними кораблями «Вояджер» за межі Сонячної системи.

### У кінематографі
У фільмі «Назад у майбутнє» пісню виконує головний герой, Марті Макфлай.

### Кавер-версії
Список найвідоміших виконавців:
- AC/DC
- Aerosmith
- Bad Religion
- The Beach Boys
- The Beatles
- Bon Jovi
- Рой Б'юкенен
- Андрес Каламаро
- Джон Денвер
- Селін Діон
- Dr. Feelgood
- Grateful Dead
- Green Day
- The Guess Who
- Білл Хейлі
- Джонні Голлідей
- Джимі Гендрікс
- Бадді Холлі
- Елтон Джон
- Judas Priest
- Бі Бі Кінг
- Кожаный Олень під назвами «Афанасий» або «Бутылочный рай»
- Джуліан Леннон
- Джеррі Лі Льюїс
- LL Cool J
- Lynyrd Skynyrd
- Марті Макфлай
- Meat Loaf
- Міна Мацціні
- NoFX
- Партибрејкерс
- Елвіс Преслі
- Prince
- Кліфф Річард
- The Rolling Stones
- Карлос Сантана
- Бон Скотт
- Sex Pistols
- The Shadows
- Skrewdriver
- Slade
- Status Quo
- Stray Cats
- Пітер Тош
- Twisted Sister
- The Who
- Браян Вілсон
- Джонні Вінтер